# WWE SmackDown Tag Team Championship
WWE Tag Team Championship là một chức vô địch thế giới đồng đội đấu vật chuyên nghiệp được tạo ra và phát triển bởi công ty đấu vật chuyên nghiệp Hoa Kỳ (WWE) được bảo vệ trên thương hiệu  SmackDown của họ. Nó là một trong ba chức vô địch đồng đội nam cho ba thương hiệu chính của WWE, cùng với Chức vô địch Đồng đội WWE Raw thuộc Raw và NXT Tag Team Championship thuộc NXT. Nhà vô địch hiện tại là The Bloodline.
Ra mắt ngày 23 tháng 8 năm 2016 tại SmackDown Live, nó được tạo ra để thay thế Chức vô địch Đồng đội WWE, chức vô địch mà đã trở thành độc quyền của Raw sau 2016 WWE draft. Danh hiệu được gọi là SmackDown Tag Team Championship sau khi nhà vô địch đồng đội SmackDown đầu tiên đăng quang Heath Slater và Rhyno. Vào năm 2019, NXT Tag Team Championship trở thành đai chính thứ ba dành cho các đô vật đồng đội nam WWE.

## Lịch sử

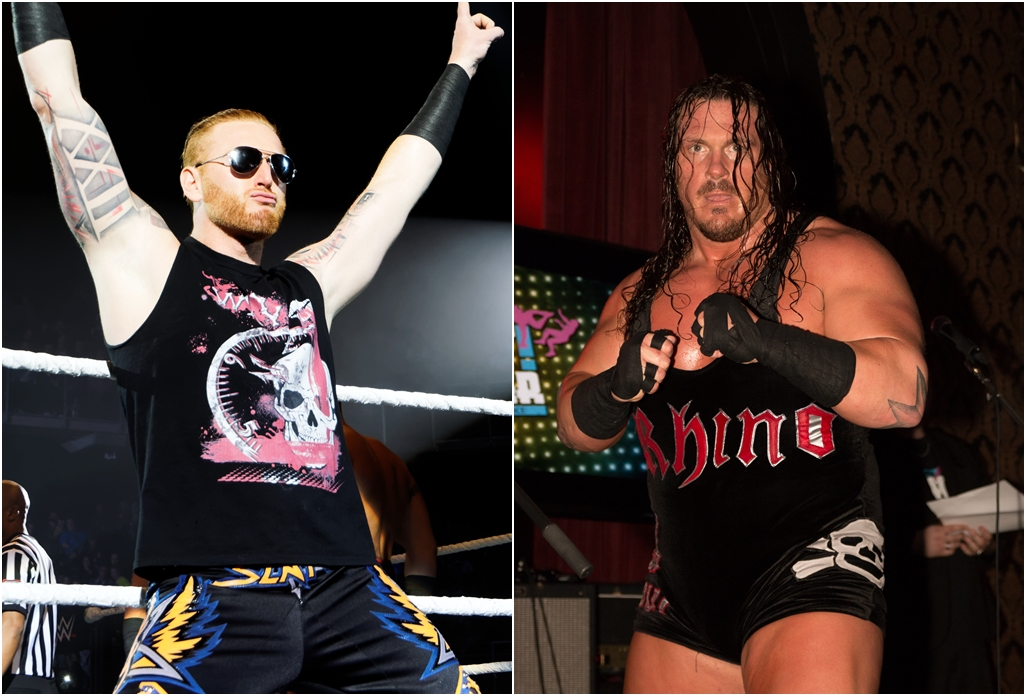
Những nhà vô địch Đồng đội SmackDown đầu tiên Heath Slater (trái) và Rhyno (phải)

Vào tháng 7 năm 2016, WWE tổ chức WWE Draft, trong đó chia chương trình thành hai thương hiệu chính là Raw và SmackDown. Dàn sao được chia đôi và được chọn vào các thương hiệu, trở thành độc quyền của thương hiệu đó. Đợt phân chia đầu tiên kết thúc tháng 8 năm 2011. Tại WWE Draft 2016, những nhà vô địch WWE Tag Team Championship New Day (Big E, Kofi Kingston và Xavier Woods) được chuyển sang Raw, khiến SmackDown không có chức vô địch đồng đội. Suốt những tháng sau, Tổng giám đốc SmackDown là Daniel Bryan nói rằng anh muốn xây dựng lên cuộc cách mạng đồng đội trước khi giới thiệu một chức vô địch. Ngay sau Summer Slam, ngày 23 tháng 8 năm 2016 trong SmackDown, Daniel Bryan và người đứng đầu SmackDown Shane McMahon đã giới thiệu SmackDown Tag Team Championship (danh hiệu của Raw được đổi tên). Một giải đấu gồm tám đội đã được lên kế hoạch để xác định nhà vô địch đồng đội đầu tiên, trong trận đấu chung kết tại Backlash ngày 11 tháng 9 năm 2016. Đội của Heath Slater và Rhyno đã đánh bại Usos để trở thành nhà vô địch đầu tiên. Năm 2019, thương hiệu đang phát triển của WWE là NXT trở thành thương hiệu chính thứ ba của công ty khi nó chuyển sang phát sóng trên USA Network vào tháng 9, do đó đai NXT Tag Team Championship trở thành đai đồng đội chính dành cho nam thứ ba của WWE.

### Giải đấu tìm ra những nhà vô địch đầu tiên
|  | Vòng tứ kết SmackDown (23 và 30 tháng 8)         | Vòng tứ kết SmackDown (23 và 30 tháng 8)         | Vòng tứ kết SmackDown (23 và 30 tháng 8) |                       |                  | Vòng bán kết SmackDown (6 tháng 9) | Vòng bán kết SmackDown (6 tháng 9) | Vòng bán kết SmackDown (6 tháng 9) |  |  | Chung kết Backlash (11 tháng 9) | Chung kết Backlash (11 tháng 9) | Chung kết Backlash (11 tháng 9) |  |
|  |                                                  |                                                  |                                          |                       |                  |                                    |                                    |                                    |  |  |                                 |                                 |                                 |  |
|  | American Alpha (Chad Gable và Jason Jordan)      | American Alpha (Chad Gable và Jason Jordan)      | Đè đếm                                   |                       |                  |                                    |                                    |                                    |  |  |                                 |                                 |                                 |  |
|  | American Alpha (Chad Gable và Jason Jordan)      | American Alpha (Chad Gable và Jason Jordan)      | Đè đếm                                   |                       |                  |                                    |                                    |                                    |  |  |                                 |                                 |                                 |  |
|  | Breezango (Fandango và Tyler Breeze)             | Breezango (Fandango và Tyler Breeze)             | 10:13                                    |                       |                  |                                    |                                    |                                    |  |  |                                 |                                 |                                 |  |
|  | Breezango (Fandango và Tyler Breeze)             | Breezango (Fandango và Tyler Breeze)             | 10:13                                    |                       | American Alpha † | American Alpha †                   | Đè đếm                             |                                    |  |  |                                 |                                 |                                 |  |
|  |                                                  |                                                  |                                          |                       | American Alpha † | American Alpha †                   | Đè đếm                             |                                    |  |  |                                 |                                 |                                 |  |
|  |                                                  |                                                  | The Usos                                 | The Usos              | 0:28             |                                    |                                    |                                    |  |  |                                 |                                 |                                 |  |
|  | The Usos (Jey Uso và Jimmy Uso)                  | The Usos (Jey Uso và Jimmy Uso)                  | The Usos                                 | The Usos              | 0:28             | Đè đếm                             |                                    |                                    |  |  |                                 |                                 |                                 |  |
|  | The Usos (Jey Uso và Jimmy Uso)                  | The Usos (Jey Uso và Jimmy Uso)                  |                                          |                       |                  |                                    |                                    |                                    |  |  |                                 |                                 |                                 |  |
|  | The Ascension (Konnor và Victor)                 | The Ascension (Konnor và Victor)                 | 3:49                                     |                       |                  |                                    |                                    |                                    |  |  |                                 |                                 |                                 |  |
|  | The Ascension (Konnor và Victor)                 | The Ascension (Konnor và Victor)                 | 3:49                                     |                       | The Usos         | The Usos                           | 10:02                              |                                    |  |  |                                 |                                 |                                 |  |
|  |                                                  |                                                  |                                          |                       |                  |                                    |                                    |                                    |  |  |                                 |                                 |                                 |  |
|  |                                                  |                                                  | Heath Slater và Rhyno                    | Heath Slater và Rhyno | Đè đếm           |                                    |                                    |                                    |  |  |                                 |                                 |                                 |  |
|  | The Hype Bros (Mojo Rawley và Zack Ryder)        | The Hype Bros (Mojo Rawley và Zack Ryder)        | Heath Slater và Rhyno                    | Heath Slater và Rhyno | Đè đếm           | Đè đếm                             |                                    |                                    |  |  |                                 |                                 |                                 |  |
|  | The Hype Bros (Mojo Rawley và Zack Ryder)        | The Hype Bros (Mojo Rawley và Zack Ryder)        |                                          |                       |                  |                                    |                                    |                                    |  |  |                                 |                                 |                                 |  |
|  | The Vaudevillains (Aiden English và Simon Gotch) | The Vaudevillains (Aiden English và Simon Gotch) | 2:50                                     |                       |                  |                                    |                                    |                                    |  |  |                                 |                                 |                                 |  |
|  | The Vaudevillains (Aiden English và Simon Gotch) | The Vaudevillains (Aiden English và Simon Gotch) | 2:50                                     |                       | The Hype Bros    | The Hype Bros                      | 7:03                               |                                    |  |  |                                 |                                 |                                 |  |
|  |                                                  |                                                  |                                          |                       | The Hype Bros    | The Hype Bros                      | 7:03                               |                                    |  |  |                                 |                                 |                                 |  |
|  |                                                  |                                                  | Heath Slater và Rhyno                    | Heath Slater và Rhyno | Đè đếm           |                                    |                                    |                                    |  |  |                                 |                                 |                                 |  |
|  | The Headbangers (Mosh và Thrasher)               | The Headbangers (Mosh và Thrasher)               | Heath Slater và Rhyno                    | Heath Slater và Rhyno | Đè đếm           | 2:54                               |                                    |                                    |  |  |                                 |                                 |                                 |  |
|  | The Headbangers (Mosh và Thrasher)               | The Headbangers (Mosh và Thrasher)               |                                          |                       |                  |                                    |                                    |                                    |  |  |                                 |                                 |                                 |  |
|  | Heath Slater và Rhyno                            | Heath Slater và Rhyno                            | Đè đếm                                   |                       |                  |                                    |                                    |                                    |  |  |                                 |                                 |                                 |  |

† Khi Chad Gable bị chấn thương theo cốt truyện sau khi đánh bại The Usos, American Alpha bị loại khỏi trận chung kết. Usos sau đó đánh bại The Hype Bros tại Backlash trong trận đồng đội để có cơ hội thứ hai tham gia trận chung kết, thay thế American Alpha.

### Lịch sử thay đổi thương hiệu
Đúng như tên gọi của đai, chức vô địch được tạo ra dành riêng cho thương hiệu SmackDown. Tuy nhiên, đai vẫn có thể thay đổi thương hiệu tại các sự kiện WWE Draft hàng năm.
| Ngày chuyển đổi      | Thương hiệu | Ghi chú |
| -------------------- | ----------- | --- |
| 23 tháng 8 năm 2016  | SmackDown   | Chức vô địch được tạo ra dành cho thương hiệu SmackDown. Heath Slater và Rhyno trở thành những nhà vô địch đầu tiên tại Backlash vào ngày 11 tháng 9 năm 2016. |
| 9 tháng 10 năm 2020  | Raw         | Những nhà vô địch đai SmackDown Tag Team New Day (Kofi Kingston và Xavier Woods) được chuyển sang Raw tại Đêm 1 WWE Draft 2020. |
| 12 tháng 10 năm 2020 | SmackDown   | Tại Đêm 2 WWE Draft 2020, những nhà vô địch đai Raw Tag Team Street Profits (Angelo Dawkins và Montez Ford) được chuyển sang SmackDown. Cùng đêm đó, Quan chức cấp cao WWE Adam Pearce tráo đổi đai của New Day (Kofi Kingston và Xavier Woods) cho Street Profits và ngược lại. Qua đó, mỗi thương hiệu vẫn có chức vô địch đồng đội. |

## Thiết kế đai
Khi công bố, thiết kế đai vô địch gần giống với Chức vô địch Đồng đội Raw, với dây đai màu xanh khác màu đen của đai đồng đội trước đó với một hoạ tiết khác, và hai đĩa hai bên màu bạc khác màu đồng của đai đồng đội trước đó.

## Lịch sử danh hiệu
Tính đến ngày 23 tháng 03 năm 2025, tổng cộng đã có 26 lần đổi đội giữ đai giữa 16 đội; bao gồm 30 nhà vô địch cá nhân và một lần bỏ trống. Đội của Heath Slater và Rhyno là những nhà vô địch đầu tiên sau khi họ đánh bại The Usos. Kofi Kingston và Xavier Woods của New Day lập kỷ lục nhiều lần giành đai nhất, với bảy lần, cả là một đội lẫn cá nhân. Lần thứ bảy họ giành đai là lần giữ đai ngắn nhất, với 3 ngày (WWE chỉ công nhận 2 ngày); trong suốt 6 lần đầu họ giành đai, Big E cũng được công nhận đồng vô địch theo Luật Freebird. The Uso (Jey Uso và Jimmy Uso giữ đai lâu nhất với 182 ngày trong lần thứ ba họ giành đai, và nhóm có tổng số ngày giữ đai nhiều nhất với 398+ ngày. Nhà vô địch lớn tuổi nhất là Shane McMahon 49 tuổi và trẻ tuổi nhất là Dominik Mysterio 24 tuổi.
Những nhà vô địch hiện nay là The Usos (Jey và Jimmy Uso) (là lần giữ đai thứ năm của họ). Họ đã đánh bại Rey Mysterio và Dominik Mysterio vào ngày 18 tháng 7 năm 2021 trong phần trước Kick-off tại Money in the Bank ở Fort Worth, Texas.